# Elena Malõgina
Elena Malõgina (San Pietroburgo, 27 maggio 2000) è una tennista estone.

## Carriera
Elena Malõgina ha vinto 3 titoli in singolare e 11 titoli in doppio nel circuito ITF in carriera. In singolare ha raggiunto la 322ª posizione il 12 giugno 2023, mentre in doppio la 236ª il 7 novembre 2022.
È nata a San Pietroburgo, in Russia, da padre estone e madre russa.
Ha debuttato nella squadra estone di Fed Cup nel 2018, con un record di 2 vittorie e 14 sconfitte.
Ha fatto il suo debutto nel circuito maggiore all'Internationaux de Strasbourg 2023, dove ha superato le qualificazioni, approdando così nel suo primo tabellone principale della carriera. Nel primo turno viene eliminata dall'australiana Kimberly Birrell.

## Statistiche ITF

### Singolare

#### Vittorie (3)
| Torneo $100.000 (0) |
| Torneo $80.000 (0)  |
| Torneo $60.000 (0)  |
| Torneo $40.000 (0)  |
| Torneo $25.000 (0)  |
| Torneo $15.000 (3)  |

| N. | Data             | Torneo                                      | Superficie    | Avversaria in finale | Punteggio        |
| 1. | 10 novembre 2019 | PAF Open, Pärnu                             | Cemento (i)   | Ekaterina Kazionova  | 6-4, 1-6, 7-5    |
| 2. | 8 dicembre 2019  | Jablonec nad Nisou Open, Jablonec nad Nisou | Sintetico (i) | Miriam Kolodziejová  | 6-4, 7-5         |
| 3. | 1º agosto 2021   | Savitaipale Ladies Open, Savitaipale        | Terra rossa   | Emily Seibold        | 4-6, 7-6(3), 6-2 |

#### Sconfitte (6)
| Torneo $100.000 (0) |
| Torneo $80.000 (0)  |
| Torneo $60.000 (0)  |
| Torneo $40.000 (0)  |
| Torneo $25.000 (1)  |
| Torneo $15.000 (5)  |

| N. | Data            | Torneo                                 | Superficie  | Avversaria in finale    | Punteggio           |
| 1. | 26 maggio 2019  | Lyttos Beach ITF World Tour, Heraklion | Terra rossa | Tamara Malešević        | 3-6, 6(3)-7         |
| 2. | 21 luglio 2019  | Merko Estonian Open, Pärnu             | Terra rossa | Suzan Lamens            | 4-6, 0-6            |
| 3. | 3 novembre 2019 | Stockholm Ladies, Stoccolma            | Cemento (i) | Anastasia Kulikova      | 5-7, 3-6            |
| 4. | 5 novembre 2023 | Sunderland GB Pro Series, Sunderland   | Cemento (i) | Valentina Ryser         | 4-6, 5-7            |
| 5. | 5 maggio 2024   | Varberg Women's, Varberg               | Terra rossa | Caijsa Hennemann        | 0-6, 1-6            |
| 6. | 11 maggio 2025  | Kalmar Women's, Kalmar                 | Terra rossa | Tessa Johanna Brockmann | 6-2, 6(8)-7, 6(4)-7 |

### Doppio

#### Vittorie (11)
| Torneo $100.000 (0) |
| Torneo $80.000 (0)  |
| Torneo $60.000 (0)  |
| Torneo $40.000 (0)  |
| Torneo $25.000 (6)  |
| Torneo $15.000 (5)  |

| N.  | Data             | Torneo                                         | Superficie  | Compagna                   | Avversaria in finale                        | Punteggio        |
| 1.  | 28 ottobre 2017  | Djursholm Ladies, Stoccolma                    | Cemento (i) | Anastasia Kulikova         | Malene Helgø Fanny Östlund                  | 6-2, 7-5         |
| 2.  | 4 agosto 2018    | Savitaipale Ladies Open, Savitaipale           | Terra rossa | Polina Bachmutkina         | Astrid Wanja Brune Olsen Malene Helgø       | 6-4, 1-6, [10-5] |
| 3.  | 21 luglio 2019   | Merko Estonian Open, Pärnu                     | Terra rossa | Anastasia Kulikova         | Saara Orav Katriin Saar                     | 3–6, 6–2, [5–10] |
| 4.  | 20 marzo 2021    | World Tour Tennis Bratislava, Bratislava       | Cemento (i) | Alice Robbe                | Nina Potočnik Iva Primorac                  | 7-6(2), 6-2      |
| 5.  | 27 marzo 2021    | World Tour Tennis Bratislava, Bratislava       | Cemento (i) | Alice Robbe                | Tereza Smitková Veronika Vlkovská           | 3-6, 6-3, [10-5] |
| 6.  | 15 gennaio 2022  | GB Pro-Series Bath, Bath                       | Cemento (i) | Caijsa Hennemann           | Arina Gabriela Vasilescu Emily Webley-Smith | 6-4, 6-3         |
| 7.  | 23 luglio 2022   | Tennis International Darmstadt, Darmstadt      | Terra rossa | Alice Robbe                | Jéssica Bouzas Maneiro Leyre Romero Gormaz  | 7-5, 7-5         |
| 8.  | 8 ottobre 2022   | Santa Marina Cup, Sozopol                      | Cemento     | Irina Chromačëva           | Ilona Georgiana Ghioroaie Rebeka Stolmár    | 7-6(3), 6-2      |
| 9.  | 4 novembre 2023  | Sunderland GB Pro Series, Sunderland           | Cemento (i) | Freya Christie             | Mariam Bolkvadze Samantha Murray Sharan     | 6-0, 4-6, [10-4] |
| 10. | 25 maggio 2024   | Annenheim Women's, Annenheim                   | Terra rossa | Laura Hietaranta           | Nika Radišić Daniela Vismane                | 3-6, 6-3, [10-6] |
| 11. | 1º novembre 2024 | Lexus GB Pro-Series Loughborough, Loughborough | Cemento (i) | Valentini Grammatikopoulou | Ella McDonald Ranah Akua Stoiber            | w/o              |

#### Sconfitte (12)
| Torneo $100.000 (1) |
| Torneo $80.000 (0)  |
| Torneo $60.000 (0)  |
| Torneo $40.000 (1)  |
| Torneo $25.000 (4)  |
| Torneo $15.000 (6)  |

| N.  | Data             | Torneo                                         | Superficie    | Compagna           | Avversaria in finale                      | Punteggio           |
| 1.  | 18 novembre 2017 | OrtoLääkärit Open, Helsinki                    | Cemento (i)   | Anastasia Kulikova | Naima Karamoko Tess Sugnaux               | 5-7, 2-6            |
| 2.  | 28 luglio 2018   | Aamulehti Tampere Open, Tampere                | Terra rossa   | Polina Bachmutkina | Camila Giangreco Campiz Bojana Marinković | 6–1, 4–6, [7–10]    |
| 3.  | 27 ottobre 2018  | Djursholm Ladies, Stoccolma                    | Cemento (i)   | Anastasia Kulikova | Alexandra Viktorovitch Lisa Zaar          | 5-7, 5-7            |
| 4.  | 23 febbraio 2019 | Shymkent ITF International Tournament, Şımkent | Cemento (i)   | Tamara Čurović     | Ekaterina Kazionova Anastasija Zacharova  | 6(4)-7, 1-6         |
| 5.  | 30 marzo 2019    | Tennis Organisation Cup, Adalia                | Terra rossa   | Park So-hyun       | Johana Marková Nika Radišić               | 0-6, 0-6            |
| 6.  | 7 dicembre 2019  | Jablonec nad Nisou Open, Jablonec nad Nisou    | Sintetico (i) | Ange Oby Kajuru    | Jana Jablonovská Nikola Tomanová          | 6(4)-7, 7–5, [4–10] |
| 7.  | 24 ottobre 2021  | Karaganda Open, Karaganda                      | Cemento (i)   | Tamara Čurović     | Martyna Kubka Jibek Kulambaeva            | 5-7, 4-6            |
| 8.  | 15 ottobre 2022  | Santa Marina Cup, Sozopol                      | Cemento       | Jasmijn Gimbrère   | Dar'ja Astachova Irina Chromačëva         | w/o                 |
| 9.  | 28 ottobre 2022  | GB Pro-Series Loughborough, Loughborough       | Cemento (i)   | Martyna Kubka      | Joanna Garland Gabriela Knutson           | 3-6, 3-6            |
| 10. | 5 maggio 2023    | GB Pro-Series Nottingham, Nottingham           | Cemento       | Lu Jiajing         | Naiktha Bains Maia Lumsden                | 6-4, 4-6, [6-10]    |
| 11. | 22 ottobre 2023  | GB Pro-Series Shrewsbury, Shrewsbury           | Cemento (i)   | Barbora Palicová   | Harriet Dart Olivia Gadecki               | 0-6, 2-6            |
| 12. | 17 febbraio 2024 | Lexus GB Pro-Series Roehampton, Roehampton     | Cemento (i)   | Ali Collins        | Freya Christie Samantha Murray Sharan     | 6(5)-7, 3-6         |